# 7728 Giblin
7728 Giblin (1977 AW2) là một tiểu hành tinh vành đai chính được phát hiện ngày 12 tháng 1 năm 1977 bởi E. Bowell ở Palomar.